# 빙점 (소설)
《빙점》(일본어: 氷点 효텐[*])은 일본의 소설로, 일본의 소설가 미우라 아야코의 대표작이다.
1963년 아사히 신문사가 주최한 창간 85주년 기념 1천만 엔 현상 소설 공모전의 입선작이다. 1964년 12월 9일부터 1965년 11월 14일까지 아사히 신문에 연재되었고, 1966년에 단행본으로 출간되어 베스트셀러가 되었다.

## 드라마화
- 일본 TV 아사히에서 1960~1980연대에 TV 드라마로 제작되었다.
- 대한민국 KBS에서 1990년에 TV 드라마《빙점》으로 제작되었다.
- 일본 TV 아사히 에서 2001년에 TV 드라마《빙점 2001(일본어: 氷点 2001 효텐 2001[*])》로 제작되었다.
- 타이완 중화 텔레비전에서 1988년에 TV 드라마《중국어 간체자: 冰点, 정체자: 冰點, 병음: Bīng diǎn 빙뎬[*]》로 제작되었다.
- 대한민국 MBC에서 2004년에 TV 드라마《빙점》으로 제작되었다.
- 일본 TV 아사히에서 2006년에 TV 드라마로 제작되었다.

## 영화화
- 대한민국에서 1967년, 1981년에 영화《빙점 81》로 제작되었다.

## 같이 보기
- 아사히카와시